# 파레시 로월

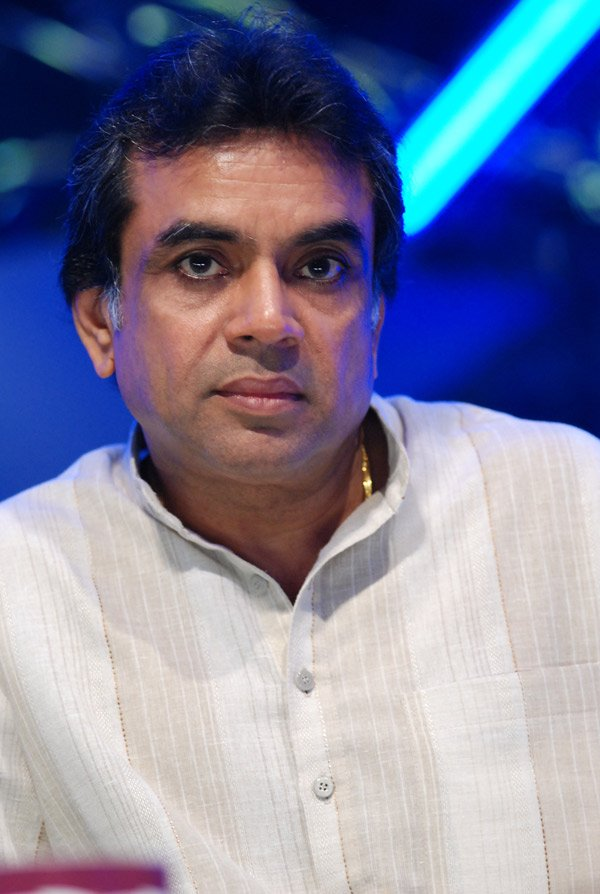

파레시 로월(Paresh Rawal, 1950년 5월 30일 ~ )은 인도의 텔레비전 프로듀서, 정치인, 연극 배우이다.
뭄바이에서 태어났다.

## 영화
- 스페셜포스: 써지컬 스트라이크 (2019년)
- 산주 (2018년)
- 아티티 인 런던 (2017년)
- 타이거는 살아있다 (2017년)
- 테이블 넘버.21 (2013년) - Mr.칸 역
- 더 브레이브 (2013년)
- 윌 유 매리 미 (2012년)
- 스피드 (2012년)
- OMG 오 마이 갓! (2012년)
- 페라리 키 사와아리 (2012년)
- 디어 게스트, 웬 윌 유 리브 (2010년) - 람보다르 '차차지' 바즈파이 역
- 데 다나 단 (2009년)
- 파아 (2009년)
- 오예 럭키! 럭키 오예! (2008년)
- 살육의 시간 (2008년)
- 굿 보이, 배드 보이 (2007년)
- 노 스모킹 (2007년)
- 웰컴 (2007년)
- 불 불라이야 (2007년)
- 치니 쿰 (2007년)
- 36 차이나 타운 (2006년) - 나트워 역
- 헤라 페리 2 (2006년)
- 골말 (2006년)
- 비웨어 (2005년)
- 어브젝션 (2004년) - 에드버킷 파텔 역
- 케타 하이 딜 바 바 (2002년)
- 아이 윌 테이크 더 브라이드 (2000년) - 프라부 나스 역
- 헤라 페리 (2000년)
- 카레가 (2000년)
- 하시나 만 자예기 (1999년) - 부트나스 역
- 빅 브라더, 스몰 브라더 (1998년) - 조라왈 바이 역
- 트루스 (1998년) - 아모드 슈크라 역
- 세퍼레이션 (1997년) - 하스무클랄 역
- 히어로 넘버 원 (1997년) - 디나나스 역
- 미스터 & 미세스 플레이어 (1997년) - 프라탭 역
- 반디쉬 (1996년)
- 아케레 훔 아케레 툼 (1995년)